# Warsaw Eagles
I Warsaw Eagles sono una squadra di football americano di Varsavia, in Polonia. Fondati nel 1999, giocano in PFL1, il massimo campionato polacco. Hanno vinto quattro titoli nazionali e una Baltic League.

## Dettaglio stagioni

### Tornei nazionali

#### Campionato

##### PLFA/PLFA I/Topliga/PFL1
| Stagione | regular season | regular season | regular season | regular season | regular season | regular season | playoff | playoff | playoff | playoff | playoff | playoff    | playoff           |
|          | Vin            | Par            | Per            | Tot            | PF             | PS             | Vin     | Per     | Tot     | PF      | PS      | risultato  | avversaria        |
| -------- | -------------- | -------------- | -------------- | -------------- | -------------- | -------------- | ------- | ------- | ------- | ------- | ------- | ---------- | ----------------- |
| 2006     | 3              | 0              | 0              | 3              | 110            | 18             | 1       | 0       | 1       | 34      | 6       | Campioni   | Pomorze Seahawks  |
| 2007     | 6              | 0              | 0              | 6              | 199            | 14             | 0       | 1       | 1       | 13      | 16      | Semifinale | Silesia Rebels    |
| 2008     | 5              | 0              | 2              | 7              | 146            | 70             | 2       | 0       | 2       | 34      | 21      | Campioni   | Pomorze Seahawks  |
| 2009     | 4              | 0              | 3              | 7              | 160            | 90             | 0       | 1       | 1       | 26      | 31      | Semifinale | Silesia Rebels    |
| 2010     | 4              | 0              | 3              | 7              | 105            | 145            | 0       | 1       | 1       | 13      | 54      | Semifinale | Devils Wrocław    |
| 2011     | 7              | 0              | 2              | 9              | 406            | 131            | 0       | 1       | 1       | 13      | 31      | Semifinale | Devils Wrocław    |
| 2012     | 8              | 0              | 2              | 10             | 445            | 163            | 1       | 1       | 2       | 57      | 89      | Superfinał | Seahawks Gdynia   |
| 2013     | 7              | 0              | 3              | 10             | 340            | 105            | 1       | 1       | 2       | 34      | 35      | Superfinał | Giants Wrocław    |
| 2014     | 8              | 0              | 2              | 10             | 277            | 127            | 0       | 1       | 1       | 28      | 31      | Semifinale | Seahawks Gdynia   |
| 2015     | 6              | 0              | 4              | 10             | 294            | 224            | 0       | 1       | 1       | 9       | 47      | Semifinale | Panthers Wrocław  |
| 2016     | 3              | 0              | 3              | 6              | 195            | 122            | 2       | 1       | 3       | 95      | 35      | Semifinale | Panthers Wrocław  |
| 2017     | 3              | 0              | 3              | 6              | 164            | 121            | 1       | 1       | 2       | 24      | 71      | Semifinale | Panthers Wrocław  |
| 2018     | 6              | 0              | 0              | 6              | 187            | 82             | 2       | 0       | 2       | 69      | 12      | Campioni   | Kozły Poznań      |
| 2019     | 6              | 0              | 0              | 6              | 288            | 16             | 1       | 0       | 1       | 20      | 0       | Campioni   | Bydgoszcz Archers |
| 2021     | 0              | 0              | 6              | 6              | 37             | 211            | -       | -       | -       | -       | -       | -          | -                 |
| Totale   | 76             | 0              | 33             | 109            | 3353           | 1639           | 11      | 10      | 21      | 469     | 479     |            |                   |

Fonti: Enciclopedia del Football - A cura di Roberto Mezzetti

##### PLFA II (terzo livello)
| Stagione | regular season | regular season | regular season | regular season | regular season | regular season | playoff | playoff | playoff | playoff | playoff | playoff   | playoff    |
|          | Vin            | Par            | Per            | Tot            | PF             | PS             | Vin     | Per     | Tot     | PF      | PS      | risultato | avversaria |
| -------- | -------------- | -------------- | -------------- | -------------- | -------------- | -------------- | ------- | ------- | ------- | ------- | ------- | --------- | ---------- |
| 2014     | 4              | 0              | 2              | 6              | 130            | 84             | -       | -       | -       | -       | -       | -         | -          |
| 2015     | 0              | 0              | 6              | 6              | 18             | 196            | -       | -       | -       | -       | -       | -         | -          |
| Totale   | 4              | 0              | 8              | 12             | 148            | 280            | -       | -       | -       | -       | -       |           |            |

Fonti: Enciclopedia del Football - A cura di Roberto Mezzetti

##### LFA9/PFL9
| Stagione | regular season | regular season | regular season | regular season | regular season | regular season | playoff | playoff | playoff | playoff | playoff | playoff          | playoff      |
|          | Vin            | Par            | Per            | Tot            | PF             | PS             | Vin     | Per     | Tot     | PF      | PS      | risultato        | avversaria   |
| -------- | -------------- | -------------- | -------------- | -------------- | -------------- | -------------- | ------- | ------- | ------- | ------- | ------- | ---------------- | ------------ |
| 2020     | 6              | 0              | 0              | 6              | 113            | 56             | 0       | 1       | 1       | 12      | 28      | Quarti di finale | Bielawa Owls |
| 2021     | 1              | 0              | 3              | 4              | 73             | 85             | -       | -       | -       | -       | -       | -                | -            |
| Totale   | 7              | 0              | 3              | 10             | 186            | 141            | 0       | 1       | 1       | 12      | 28      |                  |              |

Fonti: Enciclopedia del Football - A cura di Roberto Mezzetti

##### PLFA8
| Stagione | regular season | regular season | regular season | regular season | regular season | regular season | playoff | playoff | playoff | playoff | playoff | playoff       | playoff                  |
|          | Vin            | Par            | Per            | Tot            | PF             | PS             | Vin     | Per     | Tot     | PF      | PS      | risultato     | avversaria               |
| -------- | -------------- | -------------- | -------------- | -------------- | -------------- | -------------- | ------- | ------- | ------- | ------- | ------- | ------------- | ------------------------ |
| 2011     | 4              | 0              | 0              | 4              | 136            | 41             | 2       | 0       | 2       | 43      | 14      | Campioni      | Devils Wrocław B         |
| 2012     | 3              | 0              | 0              | 3              | 92             | 20             | 1       | 1       | 2       | 46      | 34      | Finale        | Seahawks Gdynia B        |
| 2014     | 4              | 0              | 0              | 4              | 134            | 12             | 4       | 0       | 4       | 80      | 14      | Campioni      | Stal Gorzów Wielkopolski |
| 2015     | 4              | 0              | 0              | 4              | 118            | 18             | 4       | 0       | 4       | 98      | 32      | Campioni      | Stal Gorzów Wielkopolski |
| 2016     | 2              | 0              | 2              | 4              | 118            | 50             | 3       | 1       | 4       | 54      | 36      | Campioni      | Mustangs Płock           |
| 2016     | 3              | 0              | 1              | 4              | 52             | 24             | 0       | 1       | 1       | 2       | 20      | Playoff       | OldBoys Warszawa         |
| 2017     | 2              | 0              | 2              | 4              | 66             | 39             | 3       | 1       | 4       | 52      | 36      | Secondo posto | [ 7 ]                    |
| 2018     | 4              | 0              | 0              | 4              | 134            | 30             | 0       | 1       | 1       | 9       | 10      | Semifinale    | Bydgoszcz Archers        |
| Totale   | 26             | 0              | 5              | 31             | 850            | 234            | 17      | 5       | 22      | 384     | 196     |               |                          |

Fonti: Enciclopedia del Football - A cura di Roberto Mezzetti

#### Campionati giovanili

##### PLFAJ-11
| Stagione | regular season | regular season | regular season | regular season | regular season | regular season | playoff | playoff | playoff | playoff | playoff | playoff     | playoff         |
|          | Vin            | Par            | Per            | Tot            | PF             | PS             | Vin     | Per     | Tot     | PF      | PS      | risultato   | avversaria      |
| -------- | -------------- | -------------- | -------------- | -------------- | -------------- | -------------- | ------- | ------- | ------- | ------- | ------- | ----------- | --------------- |
| 2015     | 1              | 0              | 1              | 2              | 57             | 14             | 1       | 1       | 2       | 36      | 44      | Terzo posto | Seahawks Gdynia |
| 2016     | 2              | 0              | 1              | 3              | 50             | 28             | 0       | 1       | 1       | 28      | 30      | Semifinale  | Patrioci Poznań |
| 2017     | 2              | 0              | 2              | 4              | 74             | 46             | -       | -       | -       | -       | -       | -           | -               |
| Totale   | 5              | 0              | 4              | 9              | 181            | 88             | 1       | 2       | 3       | 64      | 74      |             |                 |

Fonti: Enciclopedia del Football - A cura di Roberto Mezzetti

##### PLFAJ/PLFAJ-8
| Stagione | regular season | regular season | regular season | regular season | regular season | regular season | playoff | playoff | playoff | playoff | playoff | playoff      | playoff          |
|          | Vin            | Par            | Per            | Tot            | PF             | PS             | Vin     | Per     | Tot     | PF      | PS      | risultato    | avversaria       |
| -------- | -------------- | -------------- | -------------- | -------------- | -------------- | -------------- | ------- | ------- | ------- | ------- | ------- | ------------ | ---------------- |
| 2012     | -              | -              | -              | -              | -              | -              | 2       | 0       | 2       | 30      | 14      | Campioni     | Bielawa Owls     |
| 2013     | 4              | 0              | 0              | 4              | 118            | 40             | 2       | 1       | 3       | 48      | 32      | Finale       | Bielawa Owls     |
| 2014     | 4              | 0              | 0              | 4              | 128            | 38             | 2       | 1       | 3       | 58      | 42      | Finale       | Panthers Wrocław |
| 2015     | 3              | 0              | 1              | 4              | 92             | 37             | 0       | 3       | 3       | 40      | 90      | Ottavo posto | Grifici Szczecin |
| 2016     | 3              | 0              | 1              | 4              | 78             | 62             | 2       | 2       | 4       | 74      | 85      | Finale       | Bielawa Owls     |
| 2017     | 4              | 0              | 0              | 4              | 88             | 12             | 2       | 2       | 4       | 40      | 43      | Finale       | Bielawa Owls     |
| Totale   | 18             | 0              | 2              | 20             | 504            | 189            | 10      | 9       | 19      | 290     | 306     |              |                  |

Fonti: Enciclopedia del Football - A cura di Roberto Mezzetti

### Tornei internazionali

#### Baltic League
| Stagione | regular season | regular season | regular season | regular season | regular season | regular season | playoff | playoff | playoff | playoff | playoff | playoff   | playoff    |
|          | Vin            | Par            | Per            | Tot            | PF             | PS             | Vin     | Per     | Tot     | PF      | PS      | risultato | avversaria |
| -------- | -------------- | -------------- | -------------- | -------------- | -------------- | -------------- | ------- | ------- | ------- | ------- | ------- | --------- | ---------- |
| 2019     | 3              | 1              | 0              | 4              | 108            | 47             | -       | -       | -       | -       | -       | Campioni  | -          |
| Totale   | 3              | 1              | 0              | 4              | 108            | 47             | -       | -       | -       | -       | -       |           |            |

Fonti: Enciclopedia del Football - A cura di Roberto Mezzetti

### Riepilogo fasi finali disputate
| Anno            | Luogo     | Evento  | Fase del torneo  | Incontro                            | Risultato     |
| 27 giugno 2015  | Breslavia | Topliga | Semifinale       | Panthers Wrocław - Warsaw Eagles    | 49 - 7        |
| 2 luglio 2016   | Breslavia | Topliga | Semifinale       | Panthers Wrocław - Warsaw Eagles    | 28 - 17       |
| 10 giugno 2017  | Breslavia | Topliga | Semifinale       | Panthers Wrocław - Warsaw Eagles    | 49 - 0        |
| 21 luglio 2018  | Ząbki     | Topliga | Superfinał       | Warsaw Eagles - Kozły Poznań        | 33 - 12       |
| 14 ottobre 2018 | Varsavia  | PLFA8   | Finale           | Warsaw Eagles B - Bydgoszcz Archers | 9 - 10        |
| 20 luglio 2019  | Ząbki     | Topliga | Superfinał       | Warsaw Eagles - Bydgoszcz Archers   | 20 - 0 d.g.s. |
| 17 ottobre 2020 |           | LFA9    | Quarti di finale | Bielawa Owls - Warsaw Eagles        | 28 - 12       |

## Palmarès
- 1 Baltic League (2019)
- 4 SuperFinał[8] (2006, 2008, 2018, 2019)
- 4 PLFA8 (2011[4], 2014[5], 2015[6], 2016[6])
- 2 PLFA J-8 (2012, 2018)